# Josefina Ludmer
Josefina Ludmer (San Francisco, Córdoba; 3 de mayo de  1939-Buenos Aires, 9 de diciembre de 2016) fue una profesora, ensayista,  escritora y crítica literaria argentina, graduada en Letras en la Universidad de Rosario en 1964.

## Biografía
Hija de un padre médico, Natalio Ludmer y una madre farmacéutica, Beile Nemirovsky. En 1966 se trasladó a la ciudad de Buenos Aires, donde estudió con los principales profesores de la época: David Viñas, Tulio Halperín Donghi, Noé Jitrik, Ramón Alcalde. En 1972 edita su primer libro: Cien años de soledad. Una interpretación, con la Editorial Tiempo Contemporáneo, y en 1973 comenzó a dar clases junto con Noé Jitrik como Jefa de Trabajos Prácticos en la cátedra de Literatura Latinoamericana de la Facultad de Filosofía y Letras de la Universidad de Buenos Aires. En 1974 la Editorial Tiempo Contemporáneo vuelve a editar su libro Cien años de soledad. Una interpretación.
En el período 1976-1983, a partir de la dictadura militar, comenzó a dar clases de teoría literaria en su casa, formando parte así de lo que se conoció como la universidad de las catacumbas. En 1977 edita Onetti. Los procesos de construcción del relato en Editorial Sudamericana. Durante el período militar viajará en numerosas oportunidades a Estados Unidos como profesora visitante de la Universidad de Princeton, de la Universidad de Harvard y de la Universidad de Berkeley.
En 1981 recibe una beca de la Universidad de Princeton y una beca posdoctoral otorgada por el Social Science Research Council. Para el período de 1984-1985 recibe la beca Guggenheim en la categoría de Teoría Literaria. De 1984 a 1991 da clases como profesora titular de la cátedra de Teoría Literaria II de Facultad de Filosofía y Letras de la Universidad de Buenos Aires.
Autora de numerosas obras y ensayos que son referente de escritores y críticos, reconocidas internacionalmente. En 1985, el Centro Editor de América Latina publica la tercera edición de Cien años de soledad. Una interpretación como parte de la colección Biblioteca Universitaria, y en 1989 lo traduce al portugués la editorial Martins Fontes. En 1988 publica El género gauchesco. Un tratado sobre la patria, que fue traducido al inglés en el 2002 por la editorial de la Universidad de Duke y al portugués en ese mismo año por la Editora Universitária Argos.
En 1988 viaja a Estados Unidos como docente de la Universidad de Yale. En Estados Unidos escribió El cuerpo del delito. Un manual, publicado en 1999 por la Editorial Perfil, traducido al portugués en 2002 por la editorial de la Universidade Federal de Minas Gerais y al inglés en 2004 por la editorial de la Universidad de Pittsburgh.
Regresó a la Argentina  en 2005, donde dio seminarios de posgrado en la Facultad de Ciencias Sociales de la UBA, institución que la designó Doctora honoris causa  en 2010.
En 2012 ofreció el seminario Gauchos, indios y negros. Alianzas y voces en las culturas latinoamericanas, dedicado a la lectura política de tres géneros clave en la historia narrativa de América Latina: las literaturas gauchesca, indigenista y antiesclavista, organizado por el Programa Lectura Mundi de la UNSAM.
Falleció en la ciudad de Buenos Aires, el 9 de diciembre de 2016.

## Obras

### Libros
- 1972 - Cien años de soledad, una interpretación. Buenos Aires : Editorial Tiempo Contemporáneo[9]
- 1977 - Onetti, los procesos de construcción del relato. Buenos Aires : Editorial Sudamericana[10]
- 1988 - El género gauchesco, un tratado sobre la patria [11][12]
- 1999 - El cuerpo del delito, un manual.  Buenos Aires : Perfil Libros[13]
- 2010 - Aquí América Latina. Una especulación.  Buenos Aires : Eterna Cadencia Editora[14]
- 2015 - Clases 1985.  Algunos problemas de teoría literaria.  Buenos Aires, Colección: Fuera de colección[15]
- 2021 - Lo que vendrá: una antología (1963-2013). Buenos Aires : Eterna Cadencia[16]

### Ensayos - Ponencias - Artículos
- 1975 - Para una tumba sin nombre  de Juan Carlos Onetti ; selección y estudio preliminar por Josefina Ludmer Buenos Aires : Librería del Colegio[17]
- 1979 - Tres tristes tigres. Ordenes literarios y jerarquías sociales - Revista Hiberoaméricana Vol. XLV, Núm. 108-109, Julio-Diciembre 1979 [18][19][20]
- 1988 - An Agenda for the Multitudes Amherst, MA : Association for Economic and Social Analysis[21]
- 1991 - La vida de los héroes de Roa Bastos en Cuadernos Hispanoamericanos n° 493-494, pag. 113[22][23][24]
- 1991 - Tricks of the weak en Feminist Perspectives on Sor Juana Inés de la Cruz, Editado por  Stephanie Merrim, Detroit : Wayne State University Press, pag. 86[25]
- 1994 -  Culturas de fin de siglo en América Latina.  Coloquio en Yale, 8 y 9 de abril de 1994. con Carlos J. Alonso y otros  Rosario [Argentina] : B. Viterbo,[26]
- 1994 - Cultural studies questionnaire : Gayatri Chakravorty Spivak, Josefina Ludmer - en Traversía, Volumen 3, issue 1 y 2, The Border issue,  pag. 284/289.[27]
- 1995 - Héroes  hispanoamericanos  de la  violencia popular:  construcción  y  trayectorias. (Para una  historia  de los  criminales populares  en América  Latina) [28]
- 1997 - La caja de la escritura : dialogos con narradores y criticos argentinos ; Juan Jose Saer, Tununa Mercado, Tomas Eloy Martinez, Reina Roffe, Juan Forn, Luisa Futoransky, Walter Mignolo y Josefina Ludmer.  Frankfurt : Vervuert ; Madrid : Iberoamericana[29]
- 1999 -  “Los escándalos de Juan Moreira” prólogo  Gutiérrez, Eduardo. Juan Moreira, Perfil Libros, Buenos Aires.[30][31]
- 2006 - Literaturas postautónomas. Yale University[32]
- 2010 - Women Who Kill (Part 1)  Journal of Latin American Cultural Studies, v10 n2 (20100803): 157-169[33]
- 2010 - Women Who Kill (Part 2)  Journal of Latin American Cultural Studies, v10 n3 (20100803): 279-290[34]

### Traducciones
De sus obras
- 1989 - Cem anos de solidão : uma interpretação  Tr. Antonio de Padua Danesi,  São Paulo : Martins Fontes[35]
- 2002 - Gaucho genre: a teatrise on the motherland. translated by Molly Weigel, Durham : Duke University Press[36]
- 2002 - O gênero gauchesco : um tratado sobre a patria. Tr. António C. Santos.  Chapecó : Argos[37]
- 2002 - O corpo do delito : um manual  Belo Horizonte : Editora UFMG,[38]
- 2004 - The Corpus Delicti, a manual of Argentine Fictions. translated by Glen S. Close  Pittsburgh : University of Pittsburgh Press[39][40]
- 2013 - Aquí América Latina : uma especulação. tradução de Rômulo Monte Alto  Belo Horizonte, MG : EDUFMG[41]

De otros autores
- Durkheim, Émile, Las formas elementales de la vida religiosa. Buenos Aires : Schapire[42]
- Clark, Donald H., Kadis, Asya L  Enseñanza Humanística, Buenos Aires : Guadalupe, 1973.[43]
- Cambaceres, Eugenio. Pot pourri. whistlings of an idler : a novel  translated  Lisa Dillman ; edited and  introduction  Josefina Ludmer., New York : Oxford University Press[44]